# Scars of Dracula
Scars of Dracula is een Britse horrorfilm uit 1970, geregisseerd door Roy Ward Baker voor Hammer Studios. Het is de zesde Dracula-film van Hammer. De film is officieel een vervolg op Taste the Blood of Dracula, maar het verhaal vertoont geen connecties met de gebeurtenissen uit de vorige film.

## Verhaal
In de proloog is te zien hoe de lokale dorpelingen, geleid door een priester en een herbergier, in opstand komen. Ze steken graaf Dracula’s kasteel in brand. Wanneer ze terugkeren naar het dorp, blijken alle vrouwen die zich tijdens de opstand in de kerk hadden verborgen te zijn gedood door vleermuizen.
Deze vleermuizen brengen later Dracula weer tot leven door bloed op zijn verbrande resten te druppelen. Dracula’s eerste slachtoffer na zijn herrijzenis is een man genaamd Paul Carlson. Niet veel later arriveren Pauls broer Simon en zijn vriendin Sarah Framen in het dorp om Paul te zoeken. De twee raken al vlug verwikkeld in een strijd met de graaf.

## Rolverdeling
| Acteur               | Personage     |
| -------------------- | ------------- |
| Christopher Lee      | Graaf Dracula |
| Dennis Waterman      | Simon Carlson |
| Jenny Hanley         | Sarah Framsen |
| Christopher Matthews | Paul Carlson  |
| Michael Gwynn        | The Priest    |
| Michael Ripper       | Landlord      |
| Patrick Troughton    | Klove         |

## Achtergrond
De film werd niet al te goed ontvangen door critici. Een veelgehoord punt van kritiek was dat de film-Dracula te ver afweek van de Dracula uit Bram Stokers roman. Zo steekt Dracula een vrouw dood in plaats van haar te bijten. Wel herstelt de film enkele andere kenmerken van de romanversie van Dracula. Zo heeft Dracula in deze film opnieuw de macht over het weer en de natuur.
Alle dialogen van Jenny Hanley werden tijdens de productie nagesynchroniseerd. De actrice die de stem opnieuw insprak is niet op de aftiteling vermeld.